# Князи (деревня, Кировская область)
Князи — упразднённая в 1984 году деревня в Фалёнском районе Кировской области России. Входила в Фалёнский сельсовет.

## География
Находится в восточной части области, в подзоне южной тайги, на расстоянии примерно 8 километров по прямой на восток-юго-восток от районного центра поселка Фалёнки на автодороге Киров-Пермь.
«Список населённых мест Вятской губернии 1859—1873 гг.» описывает починок Над сосновым болотом (Князи) как стоящую при рч. Евтихе, по берегам р. Косы и ея притоков, впадающей с левой стороны в р. Чепцу.

## Климат
Климат характеризуется как континентальный, с продолжительно холодной многоснежной зимой и умеренно тёплым летом. Среднегодовая температура составляет 1,3 °C. Средняя температура воздуха самого тёплого месяца (июля) — 17,8 °C; самого холодного (января) — −14,7 °C. Среднегодовое количество атмосферных осадков составляет 555 мм. Снежный покров образуется в первой декаде ноября и держится в течение 162 дней.

## Топоним
Исходно известен под описательным названием при Большем Поломе над Сосновым болотом (1763 г.), затем под двойным именованием Над сосновым болотом (Князи) (1873), Над Сосновым Болотом (Князевская) (1905), Князи, Над Сосновым Болотом (1926). К 1939 году — деревня Князи. Название Князи от фамилии первых жителей — крестьян Князевых.
В те же 1920—1930 годы название деревни перенесено на железнодорожный разъезд Пермской железной дороги Князи и одноимённого посёлка при разъезде. К 1926 году именовались Разъезд № 12/Разъезд № 12 Перм. ж. д., в 1939 году разъезд Князи № 12 (Список населённых пунктов Кировской области 1939 г.), к 1943 году — разъезд Князи.

## История
Деревня упоминается как починка при Большем Поломе над Сосновым болотом в документах 3‑й ревизии 1763 года (РГАДА 350-2-3934, 1763 г.). Входила в: Казанская губерния, Вятская провинция, Хлыновский уезд,	Верхочепецкого Крестовоздвиженского монастыря вотчины..
К 1897 году входила в: Слободской уезд, Стан 2.
Согласно справочнику «Административно-территориальное деление Кировской области на 1 июня 1978 г.» входила в Фалёнский сельсовет.
Упразднено Решением Кировского облсовета № 8/234 от 21.05.1984

## Население
К 1763 г. жили «монастырские природные крестьяне», 12 мужчин, 1 женщина.
По результатам переписи в 1926 году учтено 45 крестьянских хозяйств,234 человек, из них 113	мужчин, 121	женщин (Список населённых мест Вятской губернии по переписи населения 1926 г.).
В 1950 году в 37 хозяйствах 120 жителей.

## Инфраструктура
Было личное подсобное хозяйство.

## Транспорт
Был доступен автомобильным и железнодорожным транспортом.